# Semeka Randall
Semeka Chantay Randall, coniugata Lay (Cleveland, 7 febbraio 1979), è un'ex cestista e allenatrice di pallacanestro statunitense, professionista nella WNBA.

## Carriera
È stata selezionata dalle Seattle Storm al secondo giro del Draft WNBA 2001 (17ª selta assoluta).
Dall'aprile del 2020 è allenatrice della Winthrop University.

## Palmarès

### Giocatrice
- Campionessa NCAA (1998)